# José Amable Durán Tineo
José Amable Durán Tineo (San José de las Matas, 13 de agosto de 1971) es un obispo católico dominicano. Fue nombrado obispo auxiliar de la arquidiócesis de Santo Domingo por el papa Francisco.

## Biografía
Nació el 13 de agosto de 1971 en San José de las Matas, municipio de la provincia de Santiago, República Dominicana.
Inició sus estudios eclesiásticos en el Seminario Menor San Pío X de Santiago de los Caballeros. Realizó su año propedéutico en el Seminario Santo Cura de Ars de La Vega.
Sus estudios teológicos y filosóficos los hizo en el Seminario Pontificio Santo Tomás de Aquino. Allí obtuvo la Licenciatura en Filosofía por la Pontificia Universidad Católica Madre y Maestra de Santo Domingo, y en Ciencias Religiosas por el mismo seminario.
Fue ordenado presbítero para la arquidiócesis de Santiago de los Caballeros el 6 de enero de 2000.
Luego fue enviado a España, donde obtuvo la Licenciatura en Teología Fundamental en la Universidad Pontificia de Salamanca. Más adelante viajó a Bogotá, Colombia, donde realizó la Licenciatura en Pastoral Juvenil en el Instituto Teológico Pastoral para América Latina ITEPAL.
En la arquidiócesis de Santiago de los Caballeros ha sido vicario parroquial, administrador parroquial, defensor del Vínculo, vicecanciller y párroco. 
Fue también formador y decano de la Facultad de Teología del Seminario Pontificio Santo Tomás de Aquino. Desde 2014 hasta el momento de su nombramiento como obispo, se desempeñó como rector del mismo seminario.
Además ha trabajado como vocal de la región del Caribe Antillano en la Organización de Seminarios Latinoamericanos OSLAM del Consejo Episcopal Latinoamericano.
El 20 de junio de 2020 es nombrado Obispo Auxiliar de Santo Domingo y titular de Tacia Montana por el papa Francisco.
Fue ordenado obispo en la Catedral Primada de América el 12 de septiembre de 2020 por Mons. Francisco Ozoria Acosta, arzobispo de Santo Domingo, con la presencia de la mayoría de los Obispos que componen la Conferencia del Episcopado Dominicano.

## Nombramiento como obispo auxiliar de Santo Domingo
Francisco, Obispo, Siervo de los Siervos de Dios
Al querido hijo José Amable Durán Tineo, del clero de la Arquidiócesis de Santiago de los Caballeros, hasta el momento Rector del Seminario Mayor Nacional, constituido Obispo Auxiliar de la Arquidiócesis de Santo Domingo e investido con el título de Tacia Montana, salud y Bendición Apostólica.
Como la multitud de los creyentes, que tenía un solo corazón y una sola alma ~cfr Hch 4, 32~, reunidos en la Iglesia por el Espíritu Santo, así buscan sus fieles servirse unos a otros con amor espiritual. De la misma forma consideramos, que en el cumplimiento de Nuestro ministerio Petrino, debemos manifestar y dar testimonio del amor de nuestros hermanos en el Episcopado, especialmente de aquellos que, agobiados por muchas obligaciones, nos piden ayuda. Puesto que el Venerable Hermano Francisco Ozoria Acosta, Arzobispo Metropolitano de Santo Domingo nos ha solicitado un Obispo Auxiliar para atender con mayor competencia las necesidades pastorales de su grey, hemos querido atender con mucho gusto su petición. Por lo que, nos hemos fijado en ti, querido hijo, para confiarte este oficio, pues cuentas con el carácter, las virtudes, la doctrina y la experiencia pastoral necesarias.
Luego de escuchar el parecer de la Congregación para los Obispos, en virtud de Nuestra autoridad Apostólica, te nombramos Obispo de la Sede Titular de Tacia Montana y al mismo tiempo te constituimos Auxiliar de la Arquidiócesis de Santo Domingo, a tenor de las normas establecidas por la ley canónica. Puedes recibir la Ordenación episcopal de manos de cualquier Obispo católico fuera de Roma, observando las prescripciones litúrgicas, si bien antes deberás hacer la profesión de fe y prestar el juramento de fidelidad hacia Nosotros y Nuestros sucesores, según las leyes de la Iglesia.
Finalmente, querido hijo, encomendamos tu nuevo ministerio a la intercesión de la Bienaventurada Virgen María, Reina de los Apóstoles, pues en su materno amor se refleja plenamente el amor del Sagrado Corazón de Jesús.
Dado en Roma, en Letrán, el día veinte de junio del año dos mil veinte, octavo de nuestro pontificado.
Francisco